# Schweiz' kvindefodboldlandshold
Schweiz' kvindefodboldlandshold repræsenterer Schweiz i internationale fodboldturneringer for kvinder. Holdet spillede deres første kamp i 1972. Danske Nils Nielsen var i perioden 2018 til 2022 landstræner for holdet.
Landsholdet kvalificerede sig til VM i fodbold for kvinder 2015 i Canada, efter at have vundet deres kvalifikationsgruppe. Det var første gang, at holdet havde kvalificeret til et VM for kvinder, og første gang, at både herre- og kvindelandsholdet havde kvalificeret sig til et VM samtidigt. 
Ved slutrunden endte holdet i gruppe C med turneringens helt store storfavoritter fra Japan, Cameroun og Ecuador. De sikrede sig en 10-1 sejr i åbningskampen mod Ecuador, men tabte efterfølgende 1-0 til Japan og 2-1 til Cameroun. Holdet sluttede dermed på tredjepladsen i deres gruppe, men gik dog videre til ottendedelsfinalerne efter at være placeret blandt de fire bedste-treer i turneringen. I ottendedelsfinalen tabte Schweiz 1-0 til værtslandet Canada og var derfor endegyldigt ude.
Schweiz kvalificerede sig til EM i fodbold for kvinder 2017 i Holland, igen for første gang. De blev placeret i gruppe C sammen med Frankrig, Østrig og Island. De startede med at tabe 0–1 til Østrig, men vendte derefter tilbage og slog Island 2–1. De behøvede så derfra at vinde den sidste kamp mod Frankrig, for at kvalificere sig til kvartfinalen. Allerede efter 19 minutter scorede holdets største stjerne Ana-Maria Crnogorčević, men Camille Abily fra Frankrig scorede til udligningen for Frankrig i det 76. minut. Kampen endte 1-1 og Schweiz gik dermed ikke videre i turneringen.

## Schweiz' placering i de største turneringer

### Verdensmesterkabet
| VM slutrunder | VM slutrunder      | VM slutrunder | VM slutrunder | VM slutrunder | VM slutrunder | VM slutrunder | VM slutrunder | VM slutrunder | VM slutrunder |
| År            | Resultat           | Plas.         | Kampe         | V             | U*            | T             | M+            | M-            |               |
| ------------- | ------------------ | ------------- | ------------- | ------------- | ------------- | ------------- | ------------- | ------------- | ------------- |
| 1991          | Ikke kvalificeret  | -             | -             | -             | -             | -             | -             | -             |               |
| 1995          | Ikke kvalificeret  | -             | -             | -             | -             | -             | -             | -             |               |
| 1999          | Ikke kvalificeret  | -             | -             | -             | -             | -             | -             | -             |               |
| 2003          | Ikke kvalificeret  | -             | -             | -             | -             | -             | -             | -             |               |
| 2007          | Ikke kvalificeret  | -             | -             | -             | -             | -             | -             | -             |               |
| 2011          | Ikke kvalificeret  | -             | -             | -             | -             | -             | -             | -             |               |
| 2015          | Ottendedelsfinaler | 15            | 4             | 1             | 0             | 3             | 11            | 5             |               |
| 2019          | Ikke kvalificeret  | -             | -             | -             | -             | -             | -             | -             |               |
| Total         | 1/7                | -             | 4             | 1             | 0             | 3             | 11            | 5             |               |

### Europamesterskabet
| År    | Resultat              | Kampe                 | V                     | U*                    | T                     | M+                    | M-                    |                       |
| ----- | --------------------- | --------------------- | --------------------- | --------------------- | --------------------- | --------------------- | --------------------- | --------------------- |
| 1984  | Ikke kvalificeret     | Ikke kvalificeret     | Ikke kvalificeret     | Ikke kvalificeret     | Ikke kvalificeret     | Ikke kvalificeret     | Ikke kvalificeret     | Ikke kvalificeret     |
| 1987  | Ikke kvalificeret     | Ikke kvalificeret     | Ikke kvalificeret     | Ikke kvalificeret     | Ikke kvalificeret     | Ikke kvalificeret     | Ikke kvalificeret     | Ikke kvalificeret     |
| 1989  | Ikke kvalificeret     | Ikke kvalificeret     | Ikke kvalificeret     | Ikke kvalificeret     | Ikke kvalificeret     | Ikke kvalificeret     | Ikke kvalificeret     | Ikke kvalificeret     |
| 1991  | Ikke kvalificeret     | Ikke kvalificeret     | Ikke kvalificeret     | Ikke kvalificeret     | Ikke kvalificeret     | Ikke kvalificeret     | Ikke kvalificeret     | Ikke kvalificeret     |
| 1993  | Ikke kvalificeret     | Ikke kvalificeret     | Ikke kvalificeret     | Ikke kvalificeret     | Ikke kvalificeret     | Ikke kvalificeret     | Ikke kvalificeret     | Ikke kvalificeret     |
| 1995  | Ikke kvalificeret     | Ikke kvalificeret     | Ikke kvalificeret     | Ikke kvalificeret     | Ikke kvalificeret     | Ikke kvalificeret     | Ikke kvalificeret     | Ikke kvalificeret     |
| 1997  | Ikke kvalificeret     | Ikke kvalificeret     | Ikke kvalificeret     | Ikke kvalificeret     | Ikke kvalificeret     | Ikke kvalificeret     | Ikke kvalificeret     | Ikke kvalificeret     |
| 2001  | Ikke kvalificeret     | Ikke kvalificeret     | Ikke kvalificeret     | Ikke kvalificeret     | Ikke kvalificeret     | Ikke kvalificeret     | Ikke kvalificeret     | Ikke kvalificeret     |
| 2005  | Ikke kvalificeret     | Ikke kvalificeret     | Ikke kvalificeret     | Ikke kvalificeret     | Ikke kvalificeret     | Ikke kvalificeret     | Ikke kvalificeret     | Ikke kvalificeret     |
| 2009  | Ikke kvalificeret     | Ikke kvalificeret     | Ikke kvalificeret     | Ikke kvalificeret     | Ikke kvalificeret     | Ikke kvalificeret     | Ikke kvalificeret     | Ikke kvalificeret     |
| 2013  | Ikke kvalificeret     | Ikke kvalificeret     | Ikke kvalificeret     | Ikke kvalificeret     | Ikke kvalificeret     | Ikke kvalificeret     | Ikke kvalificeret     | Ikke kvalificeret     |
| 2017  | Gruppespil            | 3                     | 1                     | 1                     | 1                     | 3                     | 3                     |                       |
| 2021  | Gruppespil            | 3                     | 0                     | 1                     | 2                     | 4                     | 8                     |                       |
| 2025  | Kvalificeret osm vært | Kvalificeret osm vært | Kvalificeret osm vært | Kvalificeret osm vært | Kvalificeret osm vært | Kvalificeret osm vært | Kvalificeret osm vært | Kvalificeret osm vært |
| Total | 3/13                  | 6                     | 1                     | 2                     | 3                     | 7                     | 11                    |                       |

## Aktuel trup
Følgende spillere blev udtaget til den endelige trup ved VM i fodbold 2023 i Australien/New Zealand. 
Cheftræner: Inka Grings